# Конрад Вернер III фон Хатщат
Конрад Вернер III фон Хатщат (на немски: Konrad Werner III von Hattstatt; † ок. 1324) е благородник от род Хатщат от Гранд Ест, Тевтонски рицар, фогт в Елзас, майор на Шлетщат в Елзас.
През 1267 г. той влиза в Тевтонския орден. Конрад Вернер III фон Хатщат умира ок. 1324 г. и е погребан в Унтерлинден, Колмар.

## Фамилия
Конрад Вернер III фон Хатщат се жени за Стефани фон Пфирт (Ферет) († 23 септември 1276, погребана в Унтерлинден, Колмар), дъщеря на Улрих II фон Пфирт († 1275), херцог на Елзас, господар на Флоримонт, граф на Пфирт (Ферет), и втората му съпруга Агнес дьо Верги († 1268). Бракът е бездетен. 